# Erioneuron
Erioneuron är ett släkte av gräs. Erioneuron ingår i familjen gräs.
Kladogram enligt Catalogue of Life:
| Erioneuron | \| \| Erioneuron avenaceum \| \| \| \| \| \| Erioneuron pilosum \| \| \| \| \| \| Erioneuron pulchellum \| \| \| \| |
|            | \| \| Erioneuron avenaceum \| \| \| \| \| \| Erioneuron pilosum \| \| \| \| \| \| Erioneuron pulchellum \| \| \| \| |
|            | Erioneuron avenaceum                                                                                                |
|            | |
|            | Erioneuron pilosum                                                                                                  |
|            | |
|            | Erioneuron pulchellum                                                                                               |
|            | |